# Evania paraensis
Evania paraensis är en stekelart som beskrevs av Maximilian Spinola 1851. Evania paraensis ingår i släktet Evania och familjen hungersteklar. Inga underarter finns listade i Catalogue of Life.